# دیو روبین
دیوید جاشوا روبین (به انگلیسی: David Joshua Rubin؛ متولد ۲۶ ژوئن ۱۹۷۶) مفسر سیاسی و لیبرتارین آمریکایی است. او خالق و مجری برنامه گزارش روبین است. این برنامه در دو فرمت گفتگوی ویدیویی و پادکست در یوتیوب منتشر می‌شود. گزارش روبین پیش از این ابتدا در شبکه ترکان جوان و سپس در «اورا تی وی» پخش می‌شد.

## کودکی و نوجوانی
روبین در محله بروکلین در شهر نیویورک متولد شد. او خردسالی خود را در شهر سایوست ایالت نیویورک گذراند و سپس در دوران نوجوانی خود به مدت ۱۳ سال در محله آپر وست ساید نیویورک سکونت داشت.